# Scarabaeus
A Scarabaeus – Amerikában ismert alcíme: Invaders of the Lost Tomb– egy 1985-ben Commodore 64-re megjelent számítógépes játék. Az Andromeda Software nevű cég készítette, az Egyesült Királyság-beli terjesztője pedig az Ariolasoft volt. A történet egy – a játékos által irányított – űrhajósról és annak kutyájáról szól (mint a nyitójelenetből kiderül), akik együtt hatolnak be egy egyiptomi sírba, hogy megtalálják a Fáraó Ékkövét. A kincs megtalálásához a 3 szinten található különböző rejtvények megoldásával jutnak el a kalandorok. A játék belső (azaz FP – First Person) nézetű.

## Játékmenet
A labirintus 3 bejárható szintje mind méretében, mind az ott teljesítendő feladat tekintetében eltérő, azokat egy felvonó köti össze.
Az első szinten az űrhajós feladata elkapni kilenc szellemet, amelyek mindegyike egy-egy hieroglifát tartalmazó táblát mutat fel (pl. egy kígyót, egy madarat, egy kezet). Ezekre a hieroglifákra a következő szinten lesz szükség.
Elhagyva a szintet (amit bármikor meg lehet tenni, nem csak a kilencedik hieroglifa megszerzését követően) az űrhajós egy felvonóba léphet be. Az ezt működtető hajtókart, a játékos kell, hogy forgassa a joystick segítségével, így válik ugyanis lehetővé, hogy a lifttel a következő szintre leereszkedhessen. Ha a játékos rossz irányba forgatja a joystick-et, akkor a lift lezuhan és a következő szintre jelentős energiaveszteséggel léphet be. A játékos megteheti azt is, hogy egyenesen a harmadik szintre megy, anélkül, hogy a második szintet (vagy akár az elsőt) befejezte volna.
A második szinten egy az előzőnél nagyobb labirintus található 13 beugróval. Elhaladva egy ilyen beugró előtt egy pók mászik ki abból, majd követni kezdi az űrhajóst (a játékos haladási sebességénél lassabban). Így lehetővé válik, hogy amint megürül egy beugró, a pók távollétében a játékos belenézhet abba. A helyes taktika tehát az, hogy olyan hosszú utat kell bejárnia a pókkal a nyomában, ami alatt elég előnyt tud szerezni ahhoz, hogy a beugrókban található rejtvényeket áttanulmányozza és rájöjjön a megoldásokra.
A 13 beugróból 12 két-két rejtvényt tartalmaz, egyet a bal, egyet a jobb oldalon. A bal oldali egy 4x5 hieroglifa-rács, amilyet az előző szinten gyűjtött össze a játékos (ha végigjátszotta szintet), és amely megoldásával egy üveg italhoz juthat hozzá, amely azonban lehet gyógyszer, vagy akár méreg is. A rácsban látható hieroglifák értelmezésében nagy segítséget jelent, ha az első szinten minden szellemtől megszerezte a játékos a hieroglifát, mert az így összeállt 3x3-as mező elemei, ha megjelennek a 4x5-ös rácsban, akkor az aktuális beugróban található ital gyógyszer, egyébként pedig méreg. A játékos aktiválhatja az italt (avagy "felírhatja" azt a tollat jelképező ikonnal), de hogy az valóban gyógyszer-e, csak a 3. szinten fog kiderülni, mikor felhasználja. A jobb oldali rejtvények hasonlóan működnek, de a játékos jutalma (helyes megfejtés esetén) itt egy maszk, amely zombi csapdaként funkcionál. Rossz megfejtés esetén pedig az életerejéből veszít.
A 13. fülkében egy ún. felforgatós kirakós található, amelyben kezdetben néhány csempe felfordítva látható, míg mások nem, a végcél pedig az, hogy az összes felfordított állásba kerüljön. A kirakós külső keretén látható gombok lehetővé teszik, hogy sort, oszlopot vagy átlót forgasson át a játékos - ugyanis egyes csempéket önállóan nem tud megfordítani. A kirakós helyes megfejtését követően a játékos jutalma a Fáraó Kulcsa, amely segítségével a 3. szinten áthaladhat bizonyos falakon.
A gyógyszeres üvegcsék, zombi csapdák és a Fáraó Kulcsa a 3. szinten használhatók fel, ahol a játékosnak a megfelelő gyógyszerek felhasználásával kell megtalálnia azokat a nyomokat, amely a szint közepén található kirakós kinyitását lehetővé teszik, így hozzájuthat a Fáraó Kincséhez.(A gyógyszerként megjelölt, 2. szinten gyűjtött üvegcsék a térkép alján láthatók.) A 3. szinten található beugrókba belépve kiszabadul egy-egy zombi, amelyet a játékosnál lévő zombi csapdával kell elkapni (ezek is a térkép alatt láthatók, maszkokkal jelölve). Az összes gyógyszer felhasználása után a játékos hozzákezdhet a térkép közepén található feladvány megfejtésének. A feladványban találhatók utalások arra vonatkozóan, hogy hogyan kell a hieroglifákat elrendezni. Ez tehát a játékos feladata, ám vigyáznia kell, mert csak korlátozott számú lépése van a rendezésre, egyébként lezárul a kirakós és más részén kell tovább próbálkoznia. A helyes megfejtést követően kinyílik a sír belső szentély része, ahol a kalandor megtalálja a Szent Scarabeus Ékkövet, ezzel megnyerve a játékot.
A játék végén a játékos pontszáma összeszámlálásra kerül.

## Kritikai elismerés
A Scarabaeus a Zzap!64 magazin 8. számában 96%-os értékelést kapott, elnyerve a Sizzler díjat.

## Fordítás
Ez a szócikk részben vagy egészben  a   Scarabaeus (video game) című angol Wikipédia-szócikk ezen változatának fordításán alapul.  Az eredeti cikk szerkesztőit annak laptörténete sorolja fel. Ez a jelzés csupán a megfogalmazás eredetét és a szerzői jogokat jelzi, nem szolgál a cikkben szereplő információk forrásmegjelöléseként.